# Smeringopina africana
Smeringopina africana is een spinnensoort uit de familie trilspinnen (Pholcidae). De soort komt voor in West-Afrika.